# Elaenia albiceps
Elaenia albiceps là một loài chim trong họ Tyrannidae.
Loài có một số phân loài sinh sản trên khắp miền nam và miền tây của Nam Mỹ. Quần thể chim phương Nam di cư về phía bắc vào mùa đông.
Môi trường sống tự nhiên của nó là rừng ôn đới, rừng ẩm nhiệt đới hoặc cận nhiệt đới, vùng cây bụi nhiệt đới hoặc cận nhiệt đới, và rừng trước đây bị suy thoái nặng nề.